# Euthanasie en Colombie
L'euthanasie en Colombie est réglementée selon la résolution no 1216 du 20 avril 2015. Le 3 juillet de la même année, la Colombie enregistre le premier cas d'euthanasie légale avec la mort d'Ovidio González, le père du caricaturiste Julio César González alias Matador.

## Histoire
En 1997, un particulier conteste le fait que l'euthanasie, qui est considérée comme un crime, soit punissable d'une peine maximale moins lourde que l'homicide en invoquant les droits à la vie et à l'égalité. Il soutient ainsi que les personnes jugées coupables d'euthanasie ne devraient pas bénéficier d'une peine maximale inférieure. Cependant, via la décision C-239/97 du 20 mai 1997, la Cour constitutionnelle de Colombie rejette cette contestation et statue qu'un médecin ne peut pas être poursuivi pour euthanasie s'il a aidé à mettre fin à ses jours un patient atteint d'une maladie en phase terminale et ayant donné son consentement. Si ces conditions ne sont pas réunies, il s'agit alors d'un le « meurtre par compassion » qui reste néanmoins un crime en Colombie. La Cour décriminalise donc l'euthanasie.
Le 19 avril 2015, le ministre de la santé colombien, Alejandro Gaviria, signe le protocole pour la pratique de l'euthanasie et, par voie de fait, la légalise. L'euthanasie est ainsi réglementée selon la résolution no 1216 du 20 avril 2015 mais cette décision doit faire face à l'opposition de l'Église catholique de Colombie qui menace alors de fermer les nombreux établissements de santé qu'elle gère dans le pays.
Le 3 juillet de la même année, la Colombie enregistre le premier cas d'euthanasie légale avec la mort d'Ovidio González, le père du caricaturiste Julio César González alias Matador. À cette occasion, elle devient également le premier pays d'Amérique latine à la pratiquer légalement.

## Cadre légal
L'euthanasie est réglementée par la résolution n1216 du 20 avril 2015. Le patient majeur qui souhaite mourir doit être un malade en phase terminale, son pronostic vital doit être engagé dans un délai de 6 mois maximum, il doit souffrir et il ne doit pas exister d'autres solutions thérapeutiques. Il doit donc faire une demande explicite et persistante auprès d'un médecin.
Depuis 2018 et sous conditions très strictes, l'euthanasie sur mineur est possible.
En juillet 2021, la Cour constitutionnelle étend l'euthanasie. Le patient devra être en "souffrances physiques ou psychiques intenses, provenant d'une lésion corporelle ou d'une maladie grave et incurable". Le patient n'est donc plus obligé d'avoir son pronostic vital engagé sous 6mois ou d'être en phase terminale.

## Euthanasie et religion
À la suite de la légalisation de l'euthanasie en avril 2015, l'Église catholique de Colombie, qui gère de nombreux établissements de santé dans le pays, s'oppose à ce que des institutions médicales soient obligées de la pratiquer. Ainsi, le secrétaire adjoint de la Conférence épiscopale de Colombie (CEC), le père Pedro Mercado Cepeda, déclare que la résolution affecte « gravement le droit à la liberté religieuse et le droit à la liberté de conscience consacrée par la Constitution » car elle ignore « l'obligation éthique et morale des personnes et institutions de santé catholiques (ou d'autres confessions) à ne pas se conformer à cette règle pour des raisons de conscience ou d'identité religieuse, éthique ou morale ».
De plus, de nombreux médecins qui s'oppose à cette pratique font en sorte de la limiter notamment en disant que les conditions ne sont pas respectées...